# Louis Farabeuf
Louis Hubert Farabeuf (Bannost, Illa de França, 6 de maig de 1841 - Beton-Bazoches, Illa de França, 13 d'agost de 1910) fou un metge cirurgià i anatomista francès. Se li atribueix la introducció de la higiene a la cirurgia francesa.

## Biografia
Va estudiar medicina a Provins i fou professor d'anatomia a la facultat de medicina de París (1886) i membre de l'Académie Française de Médecine.
Feu estudis sobre les amputacions i l'obstetrícia, i va idear la simfisiotomia, operació per a facilitar el part normal.
També va inventar alguns estris que encara es fan servir avui dia (pinces de Farabeuf, retractors de Farabeuf, etc.).

## Obres
- De l'épiderme et des épithéliums, Martiet, Paris, 1872.
- Précis de médecine opératoire, Paris, 1879.
- Introduction à l'étude clinique et à la pratique des accouchements,(Escrit amb H.Varnier) Steinheil, Paris, 1891. Prefaci de Pr A. Pinard.
- Les vaisseaux sanguins des organes génito-urinaires du périnée et du pelvis, Masson, Paris, 1905.